# Parc boisé du Château de Pau
Parc boisé du Château de Pau este o arie protejată (sit de importanță comunitară — SCI) din Franța întinsă pe o suprafață de 18,87 ha, integral pe uscat.

## Localizare
Centrul sitului Parc boisé du Château de Pau este situat la coordonatele 43°17′46″N 0°23′12″W / 43.29602°N 0.38671°V.

## Înființare
Situl Parc boisé du Château de Pau a fost declarat arie specială de conservare în baza directivei 92/43 din 1992 referitoare la conservarea habitatelor naturale și a faunei și florei sălbatice pentru a proteja 3 specii de animale.

## Biodiversitate
Situată în ecoregiunea atlantică, aria protejată nu include niciun habitat protejat.
La baza desemnării sitului se află mai multe specii protejate de  nevertebrate (3): croitorul mare al stejarului (Cerambyx cerdo), rădașcă (Lucanus cervus), Osmoderma eremita.
Pe lângă speciile protejate, pe teritoriul sitului au mai fost identificate 6 specii de nevertebrate.